# Северный модерн
Се́верный моде́рн — стилевое течение в западноевропейском искусстве северных стран — Швеции, Финляндии, Норвегии, главным образом в архитектуре, оформлении интерьера и декоративно-прикладном искусстве периода модерна. Западноевропейский северный модерн относят к национально-романтическому направлению, поскольку в этом искусстве конструктивные новации сочетаются с национальными и фольклорными темами и мотивами.
Аналогичное стилевое течение развивалось в тот же период в архитектуре Санкт-Петербурга, однако специалисты не относят его к национальному романтизму, поскольку оно питалось внешними источниками, а место национально-романтического движения занимал «неорусский стиль».
Среди главных центров искусства северного модерна выделяют Стокгольм, Ригу, Хельсинки и Санкт-Петербург. Северный модерн рассматривают также в качестве одного из этапов формирования Скандинавского дизайна.

## Возникновение стиля
В западноевропейских источниках используется название «национальный романтизм». Термин «северный модерн» появился в отечественной историографии в середине XX века. Его появлению в России способствовали усилившиеся в начале XX века культурные и экономические связи с Финляндией и Швецией, а также возросший интерес к русскому народному искусству, фольклору, деревянному и каменному зодчеству русского Севера.
В октябре 1897 года С. П. Дягилев при участии будущих «мирискуссников» организует в залах музея Училища технического рисования барона А. Л. Штиглица выставку произведений скандинавских художников. В экспозицию вошли отобранные в мастерских Скандинавии и Парижа произведения более семидесяти художников Швеции, Норвегии, Дании. Среди них — Андерс Цорн, Бруно Лильефорс, Карл Ларсон.
В январе 1898 года Сергей Дягилев организует «Выставку русских и финляндских художников», в которой наравне с Александром Бенуа и Михаилом Врубелем участвуют художники В. Бломстед, Аксели Галлен-Каллела и другие.
Знакомство с их творчеством оказало огромное влияние на русских художников. Общение Николая Рериха с финским художником Галлен-Каллелой вылилось в большую дружбу, сходство их живописи и взглядов на искусство неоднократно отмечалось.
Ведущий финский архитектор Элиэль Сааринен, бывший основоположником стиля финского национального романтизма, являлся членом Петербургской академии художеств и группы «Мир искусства». Он часто посещал Петербург, был лично знаком с Игорем Грабарем, Сергеем Дягилевым, Николаем Рерихом и другими известными деятелями русской культуры.
Предположительно по проекту финского зодчего А. Шульмана в 1904 году в Санкт-Петербурге строился в стиле финского модерна дом И. В. Бессера (ныне Владимирский проспект, 19).
В результате сформировалось два часто взаимодействовавших направления. Одно из них — «русский стиль». В поисках монументальной простоты архитекторы обратились к древним памятникам Новгорода и Пскова. Другое — собственно «русский северный модерн», очень близкий к постройкам Стокгольма и Гельсинфорса.

## Основные характеристики стиля
Главные внешние приметы архитектуры «северного модерна» — с большим искусством подобранные сочетания естественных и искусственных отделочных материалов, каждый из которых выигрывает от соседства с другим. Цоколь часто облицован финским гранитом, в основном грубо обработанным, а кое-где гладко тёсаным, со скульптурой. Плоскости стен верхних этажей покрыты фактурной штукатуркой или отделочным кирпичом. В элементы отделки введены орнаменты, вдохновленные северным фольклором, образами северной флоры и фауны. Часто используется майолика, цветная керамическая плитка. Формы зданий массивны, свободны от мелкого декора. Контрастные сочетания фактур, цветотональных плоскостей, форм, разнообразие оконных проемов и их сочетания с простенками — всё это превращает фасады в полном смысле слова в сложную холодную структуру, напоминающую и северные скальные ландшафты, и масштабные средневековые сооружения.

## Северный модерн в Финляндии
Становление модерна в искусстве Финляндии пришлось на эпоху пробуждения национального самосознания, интереса к фольклору и истории. Поэтому модерн оказался тесно связан с национальным романтизмом, течением, бурно развивавшимся с конца XIX века в различных сферах культуры: архитектуре, литературе, музыке, живописи.
Важнейшим событием, заставившем говорить о самобытной финской архитектуре, стала Всемирная выставка 1900 г. в Париже, где финский павильон, спроектированный Э. Саариненом, А. Линдгреном и Г. Гезеллиусом, вызвал всеобщее восхищение и завоевал международное признание. Зрителей впечатлило необычное сочетание форм, идущих от финской деревянной архитектуры, древних каменных церквей и модного в ту пору стиля Ар-Нуво.
В последующее десятилетие новое направление оформилось и завоевало популярность в Финляндии, а Э. Сааринен, А. Линдгрен и Г. Гезеллиус создали ряд построек в Хельсинки и других городах страны. Наиболее значительные их работы — их собственный дом и мастерская «Виттреск» (Hvitträsk), здание Национального музея Финляндии, дом страхового общества «Похьёла», жилые дома на полуострове Катаянокка. Позже Э.Сааринен построил здания вокзалов в Хельсинки (1906—1914) и Выборге (1913, не сохранился).
Видным представителем национального романтизма в Финляндии был архитектор Ларс Сонк, построивший ряд церквей (Михайловский собор в Турку, кафедральный собор в Тампере, Церковь Каллио в Хельсинки), а также множество жилых, общественных и коммерческих зданий (здание телефонной компании, здание больницы в районе Эйра и др.)
Архитекторы финского модерна отказались как от обильной декоративности и помпезности эклектики, так и от симметрии и регулярности классицизма. Они использовали свободную композицию целого и частей, обусловленную функциональным назначением, живописную динамичную расчлененность объёмов. Внешние формы использовали мотивы древней романской и народной архитектуры. Выразительные силуэты островерхих крыш и башен они умело вписывали в природное окружение. Широко применялись такие традиционные материалы, как гранит и дерево.

### Галерея
- Сааринен, Г. Гезеллиус, А. Линдгрен. Павильон Финляндии на Всемирной выставке в Париже (1900)
- Э. Сааринен, Г. Гезеллиус, А. Линдгрен. Здание страховой компании «Похьёла», главный вход (1899—1901)
- Э. Сааринен, Г. Гезеллиус, А. Линдгрен. Национальный музей Финляндии (1905—1910[8])
- Э. Сааринен. Вокзал в Хельсинки (1909—1914)
- Л. Сонк. Кафедральный собор в Тампере (1907)
- Л. Сонк. Здание телефонной компании в Хельсинки (1903—1907)
- Л. Сонк. Интерьер банковского зала в Хельсинки (1904)
- С. Линдквист. Вилла «Йоханна» в Хельсинки (1906)
- У. Нюстрём. Гостиница «Иматран Валтионхотелли» в Иматре (1903)
- О. Тарьяне. Финский национальный театр (1902)
- Б.Федерли. Жилой дом «Паландер» в Тампере (1901)
- А. Шульман. Доходный дом фирмы «Хякли, Лаллукка и К°» в Выборге (1906)

## Северный модерн в Санкт-Петербурге
Развитие стиля «северный модерн» в Санкт-Петербурге находилось под влиянием шведской и финской неоромантической архитектуры. Проводником идей от первого источника стал представитель шведской диаспоры Петербурга Федор (Фридрих) Лидваль. Здания, построенные по его проектам в период с 1901 по 1907 год, и особенно принадлежавший семье Лидвалей жилой комплекс на Каменноостровском проспекте, стали качественной альтернативой распространению в Петербурге немецкого и австрийского (сецессион) вариантов модерна. Отмечено влияние на становление творческой манеры Лидваля таких крупных представителей неоромантизма в Швеции как Фердинанд Боберг и И. Г. Класон. Другим важным вкладом в формирования стиля на раннем этапе стала постройка по проектам Роберта Мельцера особняков на Каменном острове. Немногим позднее влияние более эпатажной финской архитектуры стало основным. В таких знаковых постройках как дом Путиловой на Большом проспекте Петроградской стороны (архитектор Ипполит Претро) и здании страхового общества «Россия» на Большой Морской улице (архитектор Г. Гимпель) — оба 1907 года постройки, зодчие прибегли к прямому цитированию из работ своих финских коллег, что впрочем не преуменьшает высоких художественных качеств этих произведений. В период второй половины десятилетия «северный модерн» стал основным течением в архитектуре Петербурга, привлекая к себе силы молодых архитекторов. Именно с этим временем связаны основные достижения Николая Васильева, последовательного приверженца романтической темы с индивидуальным видением стиля. Это фасад дома Алексея Бубыря на Стремянной улице и окончательный проект Соборной мечети, в суровом облике которой «северная» тема преобладает над восточными мотивами. Интересным примером стиля является Дом Бажанова (архитектор Павел Алёшин), до настоящего времени сохранился подлинный интерьер парадных помещений квартиры Бажанова: парадной лестницы, приёмной, кабинета, холла, гостиной, фойе, малой и большой столовых, белого зала.
В последующие годы «северный модерн» подвергался резкой критике, порой шовинистического характера. Оскорбительно именованный «чухонский модерн», он был противопоставлен неоклассике как подлинно национальному (имперскому) стилю. Тем не менее, появляются новые постройки, в которых прежняя декоративность уступает место рациональной архитектуре. Вместо мелкого орнаментального и скульптурного декора романтический образ формируется за счет пластики сочетания крупных объёмов фасада — эркеров, балконов и силуэта кровли. Особый интерес вызывают доходные дома, построенных в 1910—1912 годах по проектам Алексея Бубыря, и среди них — дом Капустина в панораме реки Фонтанки.

«Северный» модерн не получил массового распространения. Но с ним связаны едва ли не самые яркие страницы петербургского дачного строительства начала XX в. Правдивый язык естественных материалов — дерева и камня, заострённая стилизация мотивов средневековой и народной архитектуры Севера, органическая взаимосвязь с ландшафтным окружением — вот основные особенности, определившие региональное своеобразие этого стилевого направления
— Б. М. Кириков

## Ведущие представители северного модерна в России
- Владимир Апышков
- Алексей Бубырь
- Николай Васильев
- Александр Зеленко
- Фёдор Лидваль
- Георгий Макаев
- Ипполит Претро